# Jan Boersma
Jan Boersma (1 de noviembre de 1968) es un deportista de las Antillas Neerlandesas que compitió en vela en la clase Division II.
Participó en los Juegos Olímpicos de Seúl 1988, obteniendo una medalla de plata en la clase Division II.  Fue el abanderado de las Antillas Neerlandesas en los Juegos de Seúl 1988.

## Palmarés internacional
| \| Juegos Olímpicos \| Juegos Olímpicos \| Juegos Olímpicos \| Juegos Olímpicos \| \| Año \| Lugar \| Medalla \| Clase \| \| ---------------- \| -------------------- \| ---------------- \| ---------------- \| \| 1988 \| Seúl (Corea del Sur) \| Medalla de plata \| Division II \| |                      |                  |             |
| Juegos Olímpicos |                      |                  |             |
| Año | Lugar                | Medalla          | Clase       |
| 1988 | Seúl (Corea del Sur) | Medalla de plata | Division II |